# Albergo Belfanti Centralino

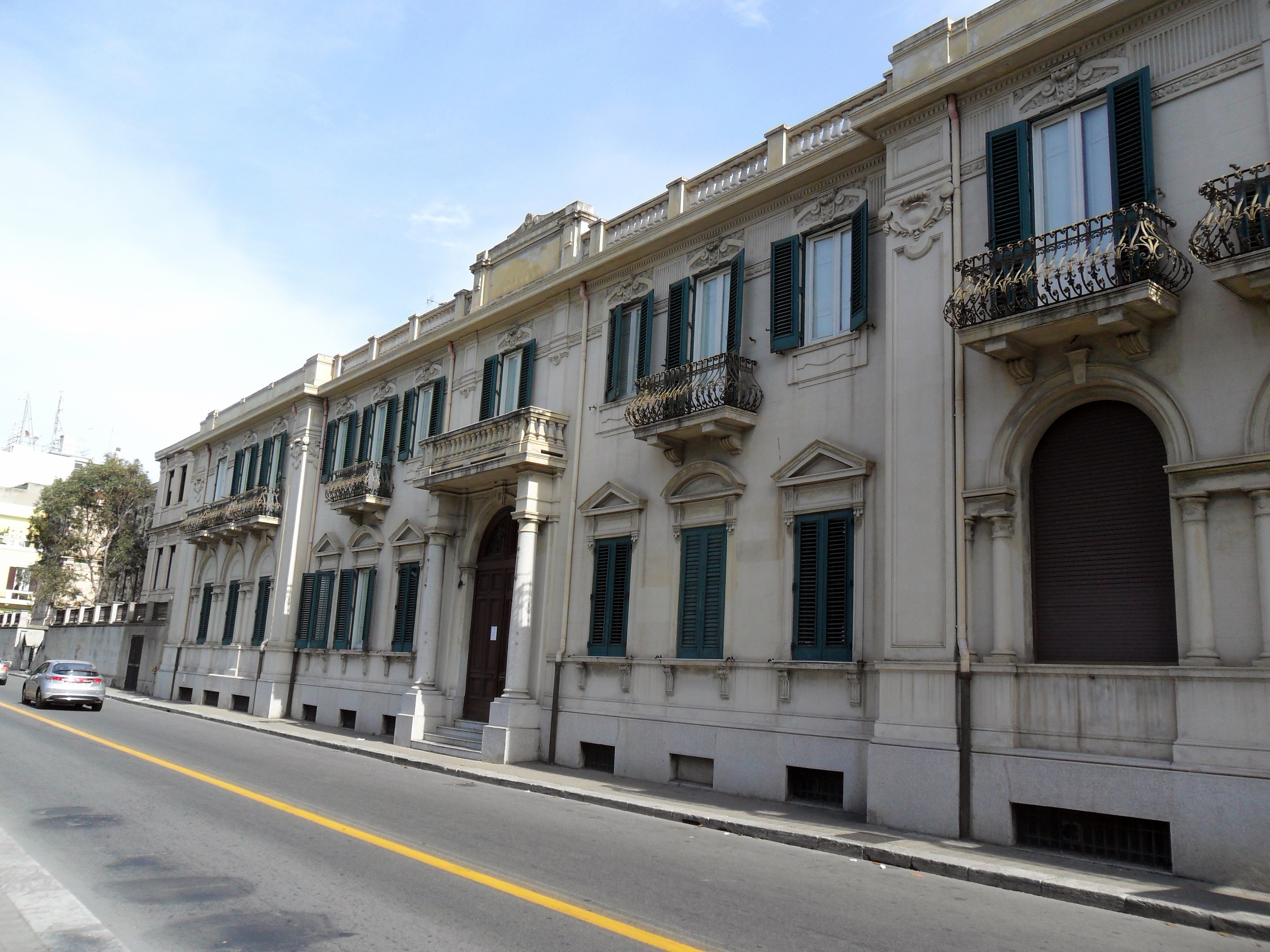
Ehemaliges Albergo Belfanti Centralino in Reggio Calabria: Hauptfassade zum ‚‘Corso Vittorio Emanuele III‘‘

Das Albergo Belfanti Centralino ist ein Jugendstilpalast aus den 1910er-Jahren im historischen Zentrum von Reggio Calabria in der italienischen Region Kalabrien. Er liegt an der Ecke zwischen dem Corso Vittorio Emanuele III und der Via Palamolla. Heute sind dort die Büros der Steuerbehörde untergebracht.

## Geschichte
Die Spadaros, die Ende des 19. Jahrhunderts aus Neapel kamen, waren eine wohlhabende Familie von Möbelfabrikanten, die nach dem Erdbeben von 1908 auf dem Grundstück zwischen der heutigen Via Damiano Chiesa und der Verlängerung der Via Demetrio Tripepi ein großes Hotel mit angeschlossenem, berühmten Restaurant bauen ließen. In den 1920er-Jahren verkauften sie das Hotel an Herrn Belfanti, der es in das heutige Gebäude in seinem Eigentum im Fries am Corso Vittorio Emanuele III umbauen ließ; es erhielt den Namen „Centralino Belfanti Hotel“. In den Räumen, die nicht vom Hotel belegt waren, wurde der historische Circolo Salvini untergebracht.

## Beschreibung
Das Gebäude, das zwei Vollgeschosse und ein Tiefparterre besitzt, hat einen rechteckigen Grundriss mit zwei Eingängen: Den Haupteingang zum Corso Vittorio Emanuele III hin und den Nebeneingang an der Via Palamolla. Die Hauptfassade zeigt verschiedene Architekturstile. Im Erdgeschoss liegt in der Mitte das Eingangsportal mit Rundbogen; davor liegt eine kleine Treppe und seitlich sind zwei Säulen angebracht, die den Balkon im Obergeschoss stützen. Die Fenster im Erdgeschoss haben unterschiedliche Formen: Einige davon sind Rundbogenfenster, andere haben Tympana in gerundeter oder dreieckiger Form und alle sind von Lisenen flankiert, einige davon platt, andere kurvig und in eleganten, klassischen Kapitellen kulminierend.
Im Obergeschoss wechseln sich Balkone mit Fenstern ab, die alle mit reich verzierten Rahmen versehen sind; diese tragen florale Motive in den Teilen oberhalb der Architrave. Das hervorstechende Element besteht aus einem Balkon in der Mitte, deren Balustrade aus anthropomorphen, kleinen Säulen einem linearen Trend folgen. Das Ganze wird von einem linearen Traufgesims mit Dekorationen gemäß dem architektonischen Stil der Zeit gekrönt, ebenso wie von einer Brüstung, die teilweise in einfachem Mauerwerk gehalten ist und teilweise aus kleinen Säulen besteht, und der Terrasse, die sich über dem Haupteingang erhebt. Die elegante Innentreppe ist mit einem Geländer aus Schmiedeeisen mit Jugendstilmotiven ausgestattet.